# Shunta Araki
Shunta Araki (荒木 駿太?, Araki Shunta; Fukuoka, 24 ottobre 1999) è un calciatore giapponese, attaccante o centrocampista del Vegalta Sendai.

## Caratteristiche tecniche
È un trequartista destro che all'occorrenza può essere impiegato in campo come esterno di centrocampo; inoltre, può ricoprire anche il ruolo di attaccante giocando come prima punta.

## Statistiche

### Presenze e reti nei club
Statistiche aggiornate all'8 dicembre 2024.
| Stagione              | Squadra               | Campionato            | Campionato | Campionato | Coppe nazionali | Coppe nazionali | Coppe nazionali | Coppe continentali | Coppe continentali | Coppe continentali | Altre coppe | Altre coppe | Altre coppe | Totale | Totale | Totale |
| Stagione              | Squadra               | Comp                  | Pres       | Reti       | Comp            | Pres            | Reti            | Comp               | Pres               | Reti               | Comp        | Pres        | Reti        | Pres   | Reti   |        |
| --------------------- | --------------------- | --------------------- | ---------- | ---------- | --------------- | --------------- | --------------- | ------------------ | ------------------ | ------------------ | ----------- | ----------- | ----------- | ------ | ------ | ------ |
| 2021                  | Komazawa Daigaku      | -                     | -          | -          | CG              | 1               | 0               | -                  | -                  | -                  | -           | -           | -           | 1      | 0      |        |
| 2022                  | Sagan Tosu            | J1                    | 12         | 0          | CG+CdL          | 2+4             | 0+1             | -                  | -                  | -                  | -           | -           | -           | 18     | 1      |        |
| 2023                  | Machida Zelvia        | J2                    | 42         | 6          | CG              | 3               | 0               | -                  | -                  | -                  | -           | -           | -           | 45     | 6      |        |
| 2024                  | Machida Zelvia        | J1                    | 23         | 1          | CG+CdL          | 1+4             | 0               | -                  | -                  | -                  | -           | -           | -           | 28     | 1      |        |
| Totale Machida Zelvia | Totale Machida Zelvia | Totale Machida Zelvia | 65         | 7          |                 | 8               | 0               |                    | -                  | -                  |             | -           | -           | 73     | 7      |        |
| 2025                  | Vegalta Sendai        | J2                    | 0          | 0          | CG+CdL          | 0               | 0               | -                  | -                  | -                  | -           | -           | -           | 0      | 0      |        |
| Totale carriera       | Totale carriera       | Totale carriera       | 77         | 7          |                 | 15              | 1               |                    | -                  | -                  |             | -           | -           | 92     | 8      |        |

## Palmarès

### Club

#### Competizioni nazionali
- J2 League: 1

Machida Zelvia: 2023